# Dvojno stohastična matrika
Dvojno stohastična matrika (tudi bistohastična) je kvadratna matrika nenegativnih realnih števil, ki ima v vsaki vrstici in stolpcu vsoto elementov enako 1. To pomeni, da je dvojno stohastična matrika levo in desno stohastična.
Osnovno pravilo, ki velja za dvojno stohastične matrike je Birkhoff-von Neumannov izrek. Ta izrek pravi, da je množica {\displaystyle B_{n}\!\,} dvojno stohastičnih matrik z razsežnostjo {\displaystyle n\times n\!\,} konveksna ogrinjača množice permutacijskih matrik. 
Za {\displaystyle n=2\!\,} so vse dvojno stohastične matrike tudi unistohastične. Ne velja pa to za večje {\displaystyle n\!\,}.